# Canal des pharaons
Le canal des pharaons est un ancien canal creusé dans l’Égypte antique pour assurer la liaison entre le Nil et la mer Rouge, préfigurant ainsi le canal de Suez.
Dirigé d'ouest en est à travers le ouadi Toumilat, le canal permettait ainsi des échanges directs entre la mer Rouge et la Méditerranée, afin de pouvoir commercer avec le pays de Pount. Depuis Péluse, proche de l'actuel Port-Saïd, jusqu'à Bubastis, aujourd'hui Zagazig, la remontée du Nil se faisait par la branche orientale du fleuve. De Bubastis, un premier canal menait aux lacs Amers, d'où une seconde voie d'eau rejoignait ensuite la mer Rouge.
Il est aussi connu, selon les époques et peut-être aussi selon ses sections, comme le canal de Nékao, de Darius, de Ptolémée ou de Trajan, du nom des souverains qui l'ont fait construire ou étendre.

Carte du canal des pharaons. En pointillé, on remarque le niveau des eaux du golfe de Suez à l'époque de Sésostris III.

## Histoire
L'histoire initiale du canal n'est pas connue avec certitude. Les plus anciennes traces écrites que nous en ayons sont les stèles de Darius. Pour les époques antérieures, on dispose seulement des récits parfois contradictoires d'auteurs antiques très postérieurs aux faits qu'ils rapportent. Il semble que le canal ait connu plusieurs phases de construction entrecoupées de longues périodes d'abandon. Vu le coût qu'aurait représenté sa maintenance et l'existence concurrente de voies terrestres bien fréquentées, il pourrait n'avoir servi à la navigation que de façon très ponctuelle.

### Époque de Sésostris
Selon plusieurs auteurs grecs et romains — Aristote, Strabon, Pline l'Ancien, postérieurs d'au moins 1 500 ans aux faits —, un canal aurait été creusé, au XXe ou au XIXe siècle av. J.-C., peut-être vers 1850 av. J.-C., par « Sésostris »,, un pharaon mal identifié, qui pourrait être Sésostris III[réf. nécessaire]. Une inscription sur le temple de Karnak témoignerait de l'existence de ce canal au temps de Séthi Ier, vers 1380 av. J.-C..
Seule la partie occidentale, qui court à travers le ouadi Toumilat (la vallée d'un ancien bras du Nil, s'éloignant du delta vers l'Est), aurait alors été creusée. Cette section quitte le Nil au niveau de Bubastis et rejoint Héroônpolis, au nord-est des lacs Amers. Ce premier ouvrage n'était pas connecté aux lacs ni à la mer Rouge.
Si cet ouvrage a existé, il est possible qu'il se soit simplement agi d'une voie d'irrigation, navigable pendant les crues. Ce premier canal aurait par la suite été laissé à l'abandon.

### Époque de Nékao
Il est davantage établi que le pharaon Nékao II ait fait construire un canal, ou remettre en état l'existant, vers 600 av. J.-C..
Ce pharaon est connu notamment pour avoir eu des ambitions vers l'Asie et avoir mené ses armées jusqu'à l'Euphrate, à Karkemish (frontière des actuelles Syrie et Turquie), où il sera défait en 605 av. J.-C. par le souverain néo-babylonien (chaldéen) Nabuchodonosor II. On ignore si le canal était destiné à servir ses ambitions asiatiques, ou si son objet était purement économique. L'objectif de Nékao était peut-être de rendre navigable la partie orientale du canal, allant du ouadi Toumilat à la mer Rouge en passant par la région des lacs Amers.
Selon l'historien grec Hérodote, qui a eu accès aux archives des pharaons, il s'agissait alors de la première construction d'un tel canal. Nékao a vu grand en souhaitant qu'il soit accessible aux bateaux de fort tonnage et que deux trirèmes puissent y naviguer de front. Hérodote ajoute que 120 000 hommes seraient morts à la tâche, un nombre vraisemblablement exagéré.
Il abandonne toutefois les travaux, selon Hérodote, parce qu'un oracle lui aurait prédit que le canal servirait les ennemis de l'Égypte.

### Époque de Darius

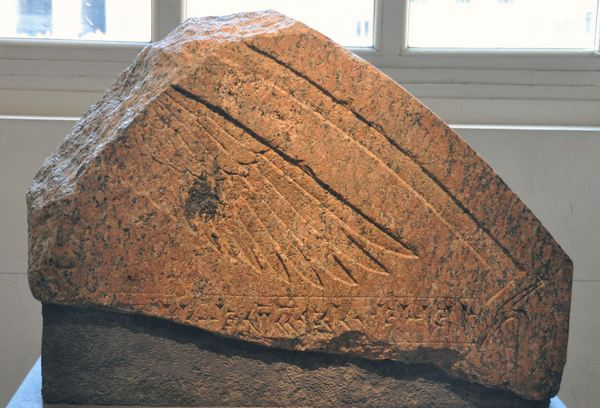
Fragment de la stèle trouvée près de Kabret, exposé au Musée du Louvre.

Vers 520 av. J.-C., alors que l'Égypte est sous domination perse, le grand roi Darius Ier confie à Scylax, géographe et dessinateur, la mission de descendre l'Indus et de chercher une route maritime vers l'Égypte.
Darius fait remettre en état la voie d'eau de Nékao et il jalonne sa réalisation de stèles à sa gloire ; ces blocs de granit multilingues représentent aujourd'hui le plus ancien témoignage direct concernant le canal. Quatre stèles au moins ont été retrouvées, dont la localisation indique que Darius s'est concentré comme Nékao sur la partie orientale du canal, depuis le ouadi Toumilat jusqu'à Koubri, au nord de l'actuelle Suez et donc de la mer Rouge, en longeant la rive occidentale des lacs Amers.
La stèle trouvée près de Kabret, au bord du Petit Lac Amer, lors du percement du canal de Suez moderne, proclame :
« 
Le roi Darius a dit : je suis un Perse. En dehors de la Perse, j'ai conquis l'Égypte. J'ai ordonné ce canal creusé depuis la rivière appelée Nil qui coule en Égypte à la mer qui commence en Perse. Quand ce canal a été creusé comme je l'ai ordonné, des bateaux sont allés de l'Égypte jusqu'en Perse, comme je l'avais voulu.
 »

### Époque lagide
Alexandre le Grand, lors de son passage en Égypte, se préoccupe d'assurer sur la Méditerranée des ports militaires et commerciaux pour remplacer les ports phéniciens détruits lors de ses conquêtes. Il songe tout naturellement au canal des pharaons pour les rejoindre.[réf. nécessaire]
Le canal ensablé est remis en état et considérablement amélioré par Ptolémée II Philadelphe vers 280 av. J.-C.,. Il joint enfin le canal à la mer et fonde au point de jonction — près de l'actuelle Suez — le port d'Arsinoé, où, d'après Diodore de Sicile, il fait installer des écluses pour bloquer les marées. Les ports de la mer Rouge sont rééquipés, de nouveaux mouillages sont aménagés et la dynastie lagide développe le trafic avec les Indes dans la mer Rouge.
C'est la première fois que les eaux du Nil et celles de la mer Rouge sont connectées. Selon les auteurs antiques, les souverains avant Ptolémée y auraient renoncé par crainte d'inonder le delta ou de contaminer son eau potable par l'eau de la mer Rouge,.
Mais le canal reste malgré tout une voie d'eau relativement précaire. Ainsi, Cléopâtre tente de soustraire sa flotte au contrôle de Rome en l'envoyant vers la mer Rouge. Les basses eaux du Nil ne permettent pas à ses navires d'y accéder, seuls quelques vaisseaux y parviennent, mais transportés à dos d'homme.

### Époque romaine
Après s'être emparé de l'Égypte en -30, Octave, le futur empereur Auguste, fait restaurer le canal qu'il utilise pour acheminer jusqu'à Rome les épices, les parfums, l'encens et les pierres précieuses. Sous le règne de Néron, en 54, le canal est devenu l'artère vitale du commerce romain. À partir de 98, Trajan lance de nouveaux travaux et donne un temps son nom au canal. Tout au long de sa domination, Rome entreprend des opérations considérables d'entretien, d'aménagement et d'élargissement de la voie d'eau, et mobilise des forces armées pour en assurer la protection, toute négligence en la matière pouvant se révéler préjudiciable. Ainsi, en 269, Zénobie, veuve du roi de Palmyre, au nord-est de Damas, parvient à contrôler le canal pendant deux ans, jusqu'à la riposte de l'armée d'Aurélien.

### Époque musulmane
En 639, le gouverneur d'Égypte Amr ibn al-As fait restaurer l'antique voie d'eau afin de ravitailler les villes saintes de l'Islam, La Mecque et Médine. Cent trente ans plus tard, le canal est comblé par le calife abbasside Abou Djafar al-Mansour qui compte ainsi affamer Médine, qui a eu l'audace de se révolter contre son autorité.
Le bras oriental du Nil se déporte vers l'ouest et les lacs centraux s'assèchent progressivement. Le canal n'est plus qu'un vague souvenir. Pour rejoindre les marchés du sud-ouest asiatique, Vasco de Gama passe en 1498 par le cap de Bonne-Espérance.
En 1584, Philippe Duplessis-Mornay adresse un mémoire à Henri III, exposant l'intérêt de rendre au « lac méditerranéen » son dynamisme d'antan en ouvrant, avec les Turcs, un canal reliant Le Caire à Suez, mais l'idée reste sans suite.
Dans un mémoire adressé à Sully, premier ministre d'Henri IV, un Marseillais[Qui ?] reprend l'idée « qu'on pourrait creuser un canal de Suez au Caire, ainsi qu'il s'est pratiqué sous les anciens rois d'Égypte ». Sous le règne de Louis XIV, Colbert conçoit un plan de restauration économique et mène une offensive diplomatique auprès du Grand Turc pour obtenir la réouverture de la route de l'Orient par Suez. Mais conversations officielles et contacts secrets n'aboutissent pas.
De 1679 à 1713, Jacques Savary, un riche exportateur, publie sept éditions du Parfait négociant, un guide à l'usage des marchands installés en Égypte et contraints de se soumettre aux exigences des courtiers arabes. Il y expose l'intérêt qu'il y aurait à relancer le trafic commercial via la mer Rouge.
Bonaparte, pendant la campagne d'Égypte tient à s’assurer de ses propres yeux de la possibilité d’un canal creusé dans l’Antiquité par les pharaons. Il charge l'ingénieur Jacques-Marie Le Père de rechercher des traces de l'ancienne voie d'eau, d'étudier sur plans le projet d'un canal et d'entreprendre une reconnaissance méthodique de l'isthme. Le rapport de Le Père est publié en 1808 dans la Description de l'Égypte, préconisant un canal reliant Péluse à Suez.
Ferdinand de Lesseps s'attèle avec passion à la tâche démesurée que représente ce percement et établit le canal de Suez entre 1859 et 1869.

## Représentation cartographique

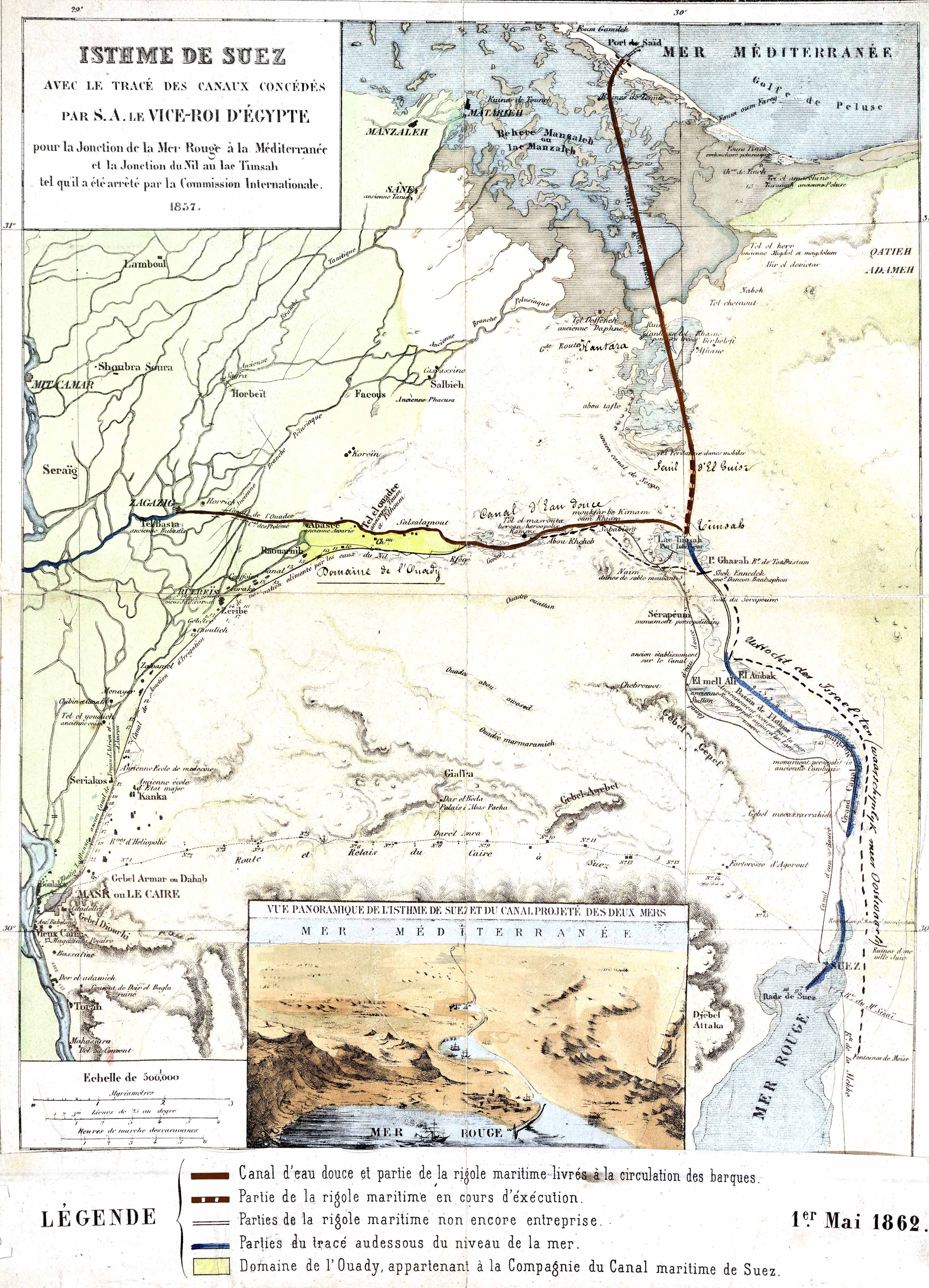
Isthme de Suez, avec le tracé des canaux concédés par le roi d'Égypte, 1857 : canal de Bubastis, canal d'eau douce, canal de Suez.

La carte de 1857 (estampillée du 1er mai 1862) montre le canal de Suez et le canal d'eau douce en construction (horizontalement au centre de l'image), mais également un certain nombre d'informations sur des lieux et canaux anciens.